# Villacarrillo (Gerichtsbezirk)
Der Gerichtsbezirk Villacarrillo ist einer der zehn Gerichtsbezirke in der Provinz Jaén.
Der Bezirk umfasst 21 Gemeinden auf einer Fläche von 3.464,37 km² mit dem Hauptquartier in Villacarrillo.

## Gemeinden
| Gemeinde                     | Einwohner (2024) | Fläche km² | Dichte Einw./km² | Cod INE | Postleitzahl |
| ---------------------------- | ---------------- | ---------- | ---------------- | ------- | ------------ |
| Arroyo del Ojanco            | 2.143            | 57,31      | 37               | 23905   | 23340        |
| Beas de Segura               | 4.968            | 159,37     | 31               | 23012   | 23280        |
| Benatae                      | 429              | 44,46      | 10               | 23016   | 23390        |
| Castellar                    | 3.156            | 157,36     | 20               | 23025   | 23260        |
| Chiclana de Segura           | 869              | 235,99     | 4                | 23029   | 23264        |
| Génave                       | 547              | 63,58      | 9                | 23037   | 23392        |
| Hornos                       | 573              | 117,58     | 5                | 23043   | 23292        |
| Iznatoraf                    | 882              | 86,54      | 10               | 23048   | 23338        |
| Montizón                     | 1.585            | 211,99     | 7                | 23062   | 23266        |
| Orcera                       | 1.717            | 126,21     | 14               | 23065   | 23370        |
| Puente de Génave             | 2.188            | 38,84      | 56               | 23071   | 23350        |
| La Puerta de Segura          | 2.246            | 97,45      | 23               | 23072   | 23360        |
| Santiago-Pontones            | 2.701            | 682,84     | 4                | 23904   | 23290, 23291 |
| Santisteban del Puerto       | 4.457            | 372,92     | 12               | 23079   | 23250        |
| Segura de la Sierra          | 1.688            | 225,02     | 8                | 23081   | 23379        |
| Siles                        | 2.109            | 177,85     | 12               | 23082   | 23380        |
| Sorihuela del Guadalimar     | 1.034            | 55,31      | 19               | 23084   | 23270        |
| Torres de Albánchez          | 741              | 57,89      | 13               | 23091   | 23391        |
| Villacarrillo                | 10.320           | 239,55     | 43               | 23095   | 23300        |
| Villanueva del Arzobispo     | 7.753            | 177,81     | 44               | 23097   | 23330        |
| Villarrodrigo                | 390              | 78,50      | 5                | 23101   | 23393        |
| Gerichtsbezirk Villacarrillo | 52.496           | 3.464,37   | 15               | –       | –            |